# Titti Sjöblom

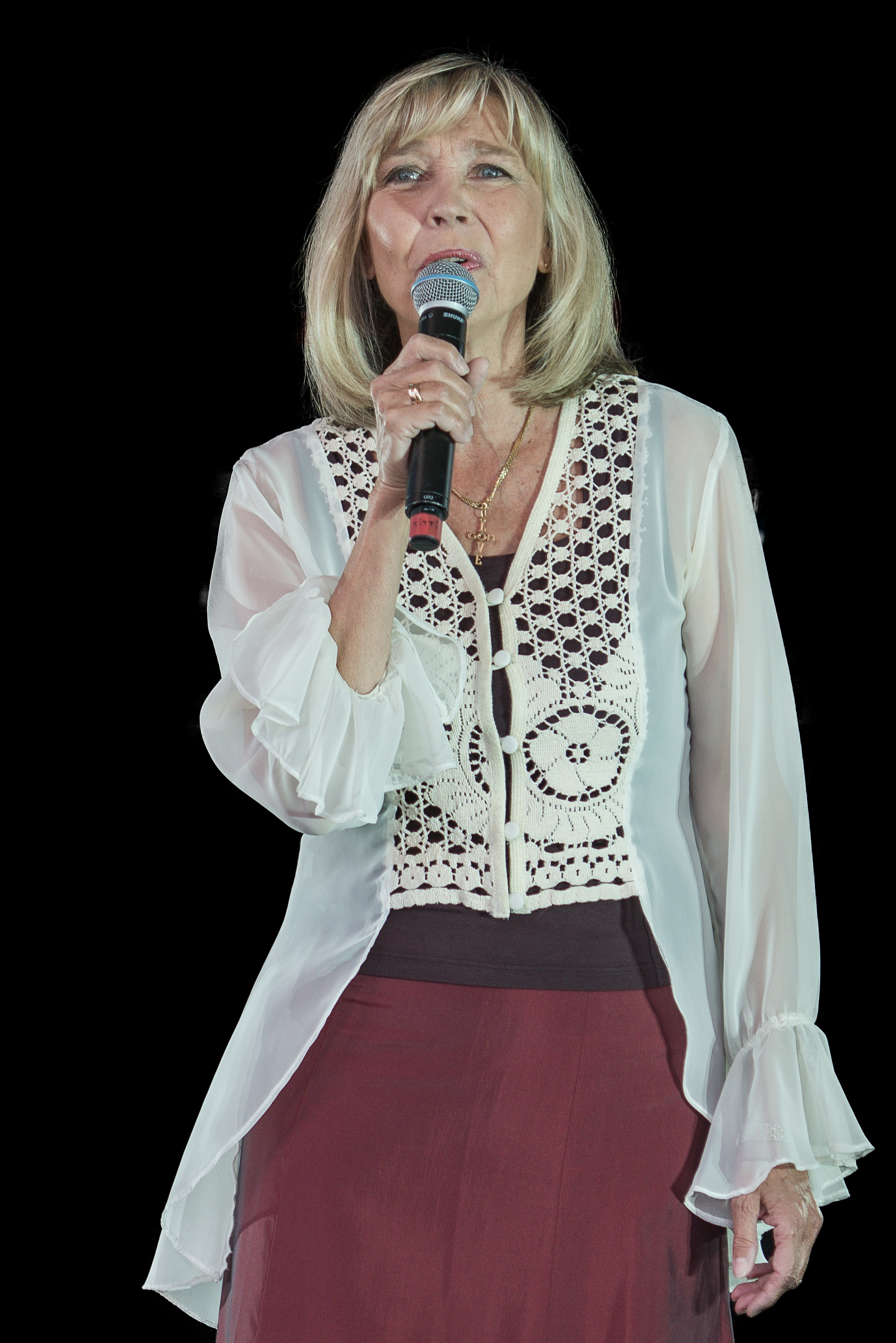
Titti Sjöblom juli 2014

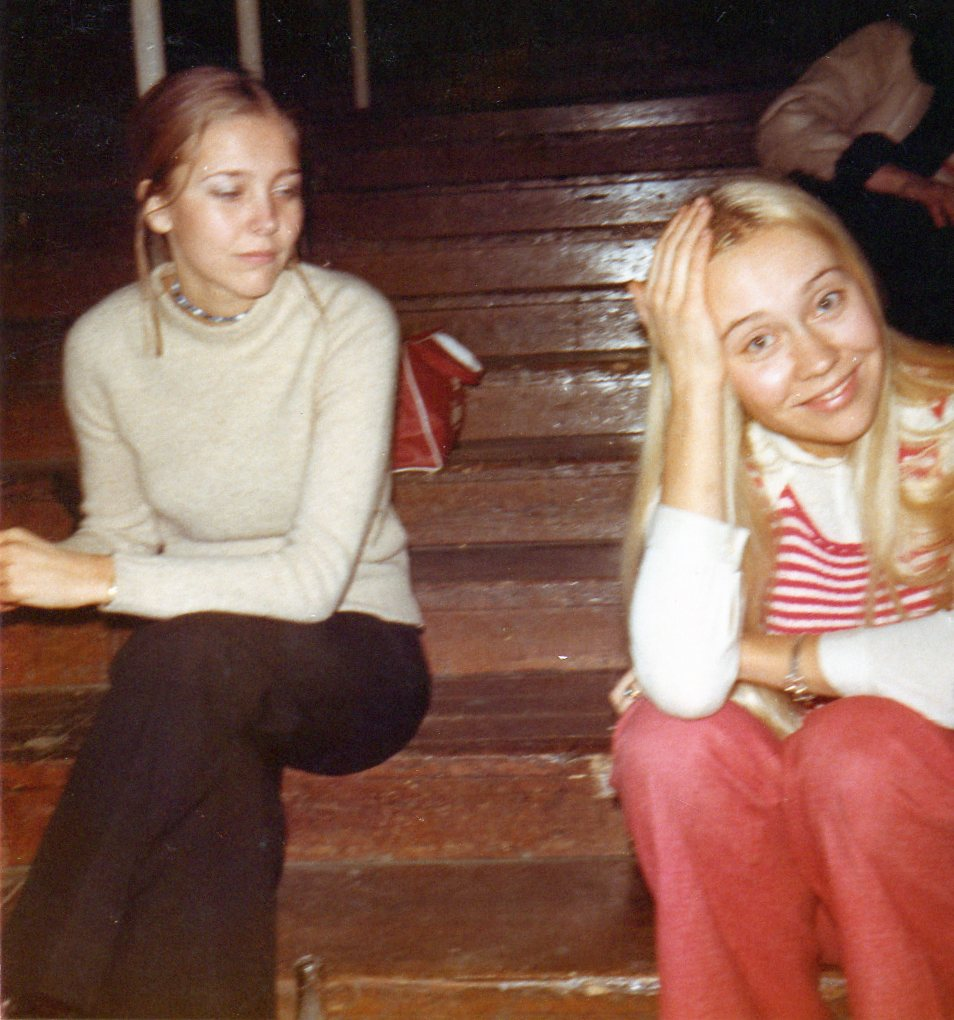
Titti Sjöblom en Agnetha Fältskog, Jesus Christ Superstar, 1972

Titti Sigrid Renée Eliasson Sjöblom (Stockholm, 29 augustus 1949) is een Zweedse popzangeres. Ze is een dochter van de Zweedse zangeres Alice Babs en de Zweedse regisseur Nils Ivar Sjöblom. Als artiestennaam gebruikt zij haar eerste voornaam Titti. 

## Zangcarrière
Reeds op haar tweede zong zij met haar moeder mee. Aanvankelijk zongen zij samen kinderliedjes, gevolgd door tienerliedjes. In 1970 verscheen haar eerste soloplaat. Hierna volgde haar optreden in de rockopera Jesus Christ Superstar. Daarin deelde zij de rol van Maria Magdalena met Agnetha Fältskog, met wie zij een nauwe band had en met wie zij op jongere leeftijd sterke uiterlijke gelijkenis vertoonde. 

## Carrière bij de Zweedse strijdkrachten
Sjöblom is een actieve veldkunstenaar sinds 1971. Ze is actief geweest in het bestuur als bestuurslid 1982-1986, secretaris 1986-1991 en voorzitter 1991-2006. Ze werd in 1992 benoemd tot de rang van majoor en draagster van de blauwe baret van de Verenigde Naties.

### Sjöbloms buitenlandse missies
- Sinaï 1974, 1977, 1978
- Cyprus 1974 en 1982
- Libanon 1992
- Macedonië 1994
- Kroatië 1995.

### Nationale opdracht
Sinds de jaren 70 heeft Sjöblom verschillende optredens gemaakt als veldkunstenaar in uniform voor de strijdkrachten; bij verschillende regimenten in Zweden, op defensiedag, bij jubilea en bij verschillende oefeningen, waaronder Baltic Link 2000 en FMÖ Nordanvind 1991.

### Instructeur
Van 1998 tot 2005 was Sjöblom een instructeur voor de veldkunstenaars bij de jaarlijkse centrale training bij Falsterbo Kursgård in Höllviken.

### Cursussen
Naast de eigen cursussen van de veldkunstenaars heeft Titti bij twee verschillende gelegenheden UGL (Ontwikkeling van Groep en Leider) gevolgd, Personeelsdienst / Crisismanagement en Debriefing, evenals training in verband met verschillende buitenlandse opdrachten als veldkunstenaar.

### Medailles
- VN-medaille van 1988; Ter nagedachtenis aan de Nobelprijs voor de Vrede
- 1992 Minister van Defensie Medaille nr. 20 voor vrouwen
- 1992 CFB Medaille van Verdienste
- 1997 CFB Medaille van Verdienste in zilver
- 2001 ZKH Kroonprinses Margaretas Landstormsfond
- 2003 Skåne FBU Vereniging Verdienste medaille in zilver nr. 81
- 2004 CFB Verdienste medaille in goud
- 2006 Skåne Gold Medal Association
- 2007 Landstormen / FBU / Försvarsutbildarna i Umeås jubileumsmedalj 1907-2007

## Gezinsleven
Ze was in de periode 1973–1996 getrouwd met de ingenieur Magnus Breitholtz (geboren 1948), met wie ze zoons Claes (1973) en Nils (1978) heeft. Sinds 2000 is ze getrouwd met collega-veldartiest Ehrling Eliasson (1952). Zoon Nils nam in 2003 deel aan een geluidsopname samen met onder meer zijn moeder en grootmoeder.

## Discografie
- 1963: Sjung med oss, mamma. Alice Babs, Titti en Torsten Tegnér zangeres Alice Tegnér
- 1989: Titti Sjöblom special
- 1992: All of us. The Butlers als refreinzangers Titti Sjöblom
- 1994: Får jag lov ... eller ska vi dansa först met het Arne Domnérus orkest. Koorzang in vier nummers
- 1999: För själ och hjärta met Ehrling Eliasson
- 2003: Tittis bästa. Verzamel-cd
- 2003: Sjung med oss mamma. Vol. 2. Zang met vier generaties; met Alice Babs, Ehrling Eliasson, Nils & Dennis Breitholtz
- 2006: Världsarvets serenad. Eerbetoon aan de hoge kust met Ehrling Eliasson
- 2008: Titti & Ehrling sjunger Kai Gullmar met Ehrling Eliasson

- MusicBrainz: 411ece09-ce65-47a9-a8fc-1061e60c446d